# Мамян, Генрих Арамович
Генрих Мамян (арм. Հենրիկ Մամյան; 24 апреля 1934 — 17 июля 2014) — советский и армянский художник, заслуженный художник Армянской ССР (1983), народный художник Армении (2010).

## Биография
Родился в Ереване.
В 1953 г. окончил Ереванское художественное училище, в 1959 — Ереванский театрально-художественный институт.
С 1960 года на преподавательской работе: в 1960—1964 в Ереванском политехническом институте, с 1963 года — в Ереванском театрально-художественном институте, с 1991 в ЕГИСУ. Профессор (1990).
Работал в жанре книжной графики, монументальной и станковой живописи.